# Khaldoun Ibrahim Mohammed
Khaldoun Ibrahim Mohammed (en árabe: خلدون ابراهيم‎; nacido en Irak, 16 de junio de 1987) es un exfutbolista internacional iraquí y jugaba de defensa.

## Biografía
Khaldoun Ibrahim actúa en cualquier posición de la defensa; a veces también es utilizado como centrocampista defensivo.
Empezó su carrera futbolística en el Al-Zawraa. Con este equipo conquistó el título de Liga en 2006.
En septiembre de ese mismo año emigra a Irán, donde se une al Mes Kerman FC. Después de una temporada regresa a su país natal, donde firma un contrato con su actual club, el Arbil FC. Con este equipo gana el título de Liga en su primera temporada.

### Vida privada
Su hermano Ous Ibrahim Mohammed es también jugador de fútbol. Milita actualmente en el Al-Zawraa.

## Selección nacional
Ha sido internacional con la Selección de fútbol de Irak en 134ocasiones. Su debut con la camiseta nacional se produjo en 2007.
Con las categorías inferiores participó en el Campeonato Juvenil de la AFC 2006.
Con su selección ganó la Copa Asiática 2007. En ese torneo Khaldoun Ibrahim disputó dos partidos.

## Clubes
| Club                     | País | Año       |
| ------------------------ | ---- | --------- |
| Al-Zawraa Sport Club     | Irak | 2004-2006 |
| Mes Kerman Football Club | Irán | 2006-2007 |
| Arbil FC                 | Irak | 2007-2009 |
| Al-Shorta SC             | Irak | 2009-2010 |
| Naft Tehran FC           | Irán | 2010-2011 |
| Al-Zawraa                | Irak | 2011-2012 |
| Amanat Baghdad           | Irak | 2012-2013 |
| Al-Talaba SC             | Irak | 2013-2014 |
| Al-Zawraa                | Irak | 2014-2015 |
| Al-Karkh SC              | Irak | 2015      |
| Zakho FC                 | Irak | 2015-2016 |
| Naft Al-Wasat            | Irak | 2016-2017 |
| Amanat Baghdad           | Irak | 2017-2020 |
| Naft Al-Wasat            | Irak | 2020-2021 |

## Títulos
- 2 Ligas de Irak (Al-Zawraa, 2006; Arbil FC, 2008)
- 1 Copa Asiática (Selección iraquí, 2007)